# Смерть Лукреції (Шевченко)
Смерть Лукреції — рисунок Тараса Шевченка виконаний ним в 1835 році в Санкт-Петербурзі. Один з перших малюнків на історичну тематику створених під час навчання у художника Василя Ширяєва. Він зображує сцену смерті римської матрони Лукреції.
Малюнок був подарований художником Василю Жуковському і довгий час зберігався у приватних колекціях в Європі, а потім у Пушкінському Домі в Ленінграді. У 1930 році переданий до Інституту Тараса Шевченка, потім зберігався в різних українських установах доки в 1948 році не увійшов до складу фондів Державного музею Тараса Шевченка. Починаючи з 1930 року, малюнок неодноразово експонувався на різних виставках.

## Історія малюнку
Малюнок був створений Тарасом Шевченком у 1835 році в Санкт-Петербурзі, під час навчання у художника Василя Ширяєва. Останній навчав своїх учнів не тільки техніці інтер'єрного розпису, але й малювати роботи на античну та міфологічну тематику в академічному стилі. Під час навчання у Ширяєва, Шевченко створив низку «складних багатофігурних композицій» на античну тематику. За іншою версією, Шевченко створив малюнок під час навчання на класах Товариства заохочення художників. Припускається, що «Смерть Лукреції» входила до складу малюнків Шевченка, які 4 жовтня 1835 року розглянув комітет Товариства і вирішив, що вони заслуговують на похвалу.
Разом з кількома іншими роботами 1835—1837 років, малюнок був подарований художником своєму товаришу, поету Василю Жуковському. Останній у 1841 році покинув Російську імперію і вивіз малюнки до Європи. По смерті Жуковського, його син Павло передав частину батьківської колекції, разом з малюнком Лукреції, колекціонеру Олександру Онєгіну, який заповів своє зібрання Російській академії наук. З 1928 року малюнок увійшов до фондів Пушкінського Дому, через два роки його передали до Інституту Тараса Шевченка у Харкові. Потім, з 1932 року, знаходився у Галереї картин Тараса Шевченка, де експонувався під помилковою назвою «Смерть Віргінії». У 1940 році малюнок увійшов до складу фондів Центрального музею Тараса Шевченка у Києві. Після реорганізації музею, у 1948 році, малюнок зберігається у Державному музеї Тараса Шевченка (з 1991 року Національний музей Тараса Шевченка) під інвентарним номером г-820. Стан задовільний.
Малюнок виконаний чорнилом та тушшю на листі паперу розмірами 34,3 × 50,3 сантиметра. У його лівому нижньому куті є авторський напис зроблений тушшю: 1835. || Шевченко. Він вперше згадується у виданні «Пушкинский дом. Выставка собраний А. Ф. Онегина» (1930). Мистецтвознавець Олексій Новицький включив малюнок «Смерть Лукреції» до восьмого тому Повного зібрання творів Шевченка (1932), де він був вперше репродукований та прокоментований.

## Сюжет малюнка

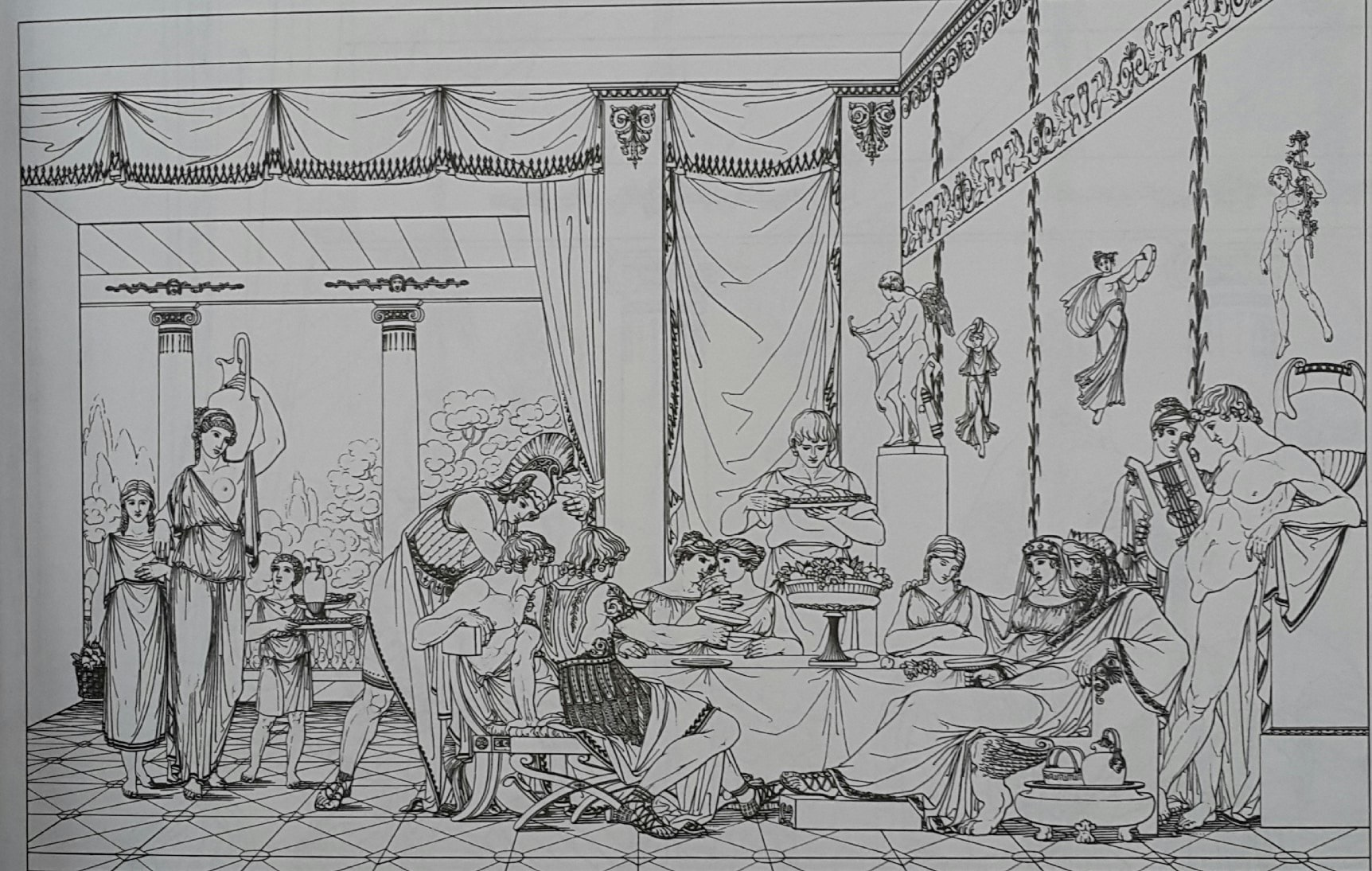
Федір Толстой. Бенкет у будинку батька Душеньки

На малюнку зображено сцену смерті давньоримської матрони Лукреції. Після того як вона була зґвалтована царським сином Секстом Тарквінієм, Лукреція написала батьку та чоловіку з проханням приїхати до неї. Вони приїхали з товаришами Публієм Валерієм Публіколою та Луцієм Юнієм Брутом. Перед всіми ними Лукреція розповіла про наругу над собою і встромила ніж собі в серце. Луцій Юній Брут вийняв ніж з грудей померлої і поклявся помститися царю Луцію Тарквінію Супербу та його родині і покінчити з царською владою у Римі. Тема малюнка була поширеною, на той час, в Академії мистецтв.
Малюнок «Смерть Лукреції» став одним з перших творів Шевченка на історичну тематику, дослідник Дмитро Степовик відносить його до серії малюнків про смерть відомих історичних персонажів. Вчений припускав, що ідея про серію визріла у художника вже після створення «Смерть Лукреції», можливо після того як малюнок був розглянутий комітетом Товариства заохочення художників. Літературознавець Станіслав Росовецький пов'язував тематику смерті в цих малюнках Шевченка «юнацьким потягом до Танатосу», спричиненим депресією художника через тривалі відстрочки щодо його викупу з кріпацтва.
У малюнку художник дотримується канонів академізму і не намагається від них відходити. Малюнок містить притаманні академізму умовність поз, театральність жестів та ідеалізацію постатей. Водночас рисунок виглядає пласким, деякі фігури зображені непропорційно, їх рухи виглядають застиглими. В центрі твору зображена падаюча від удару ножа Лукреції, яку підримують присутні. Ця конструкція побудована у характерній для того часу формі піраміди. Діагональні маси, з яких побудована фігура, символізують падіння і смерть. Сцені падаючої Лукреції протипоставлені міцні чоловічі постаті, на очах яких відбуваєлося самовбивство.
Мистецтвознавець Леонід Владич, вважав основний сюжет малюнку «виразно промовистим», на його думку, це «клятва помститися за смерть дівчини, збезчещеної сином царя».
На думку дослідника Миколи Бурачека, малюнок міг бути перерисований з гравюр, які перебували у власності Василя Ширяєва. Шевченкознавець Валентина Судак вказувала, що малюнок деякими особливостями та деталями нагадує ілюстрації художника Федора Толстого до віршованої повісті поета Іполита Богдановича «Душенька».

## Участь у виставках
Виставки на яких експонувався малюнок:
- Виставка зібрань О. Ф. Онегіна. Ленінград. 1930
- Шевченківська виставка. Харків. 1930
- Ювілейна Шевченківська виставка. Київ. 1939
- Шевченко-художник. До 170-річчя від дня народження. Київ. 1984

### Коментар
1. ↑  Хоча Шевченко товаришував з Толстим, їх перша зустріч відбулася вже після створення малюнку. Вважається, що це сталося під час засідання комітету Товариства заохочення художників, де Шевченко представив свої малюнки, зокрема і «Смерть Лукреції»[15].